# Laureano Ruiz
Laureano Ruiz Quevedo, né le 21 octobre 1937 à Villafufre en Cantabrie (Espagne), est un joueur de football espagnol devenu par la suite entraîneur.

## Biographie
Footballeur de niveau modeste, Ruiz porte les maillots du Racing de Santander, où il prend rapidement en charge la direction d'équipes de jeunes, puis du Gimnástica de Torrelavega. Il arrête finalement sa carrière à 28 ans pour se consacrer totalement à la formation des jeunes joueurs.
Nommé entraîneur principal du Racing de Santander en 1967-1968, il travaille dans les années 1970 au centre de formation du FC Barcelone, où il obtient d'excellents résultats sportifs. Il prend la direction de l'équipe première en 1976, puis celle de l'équipe réserve (le FC Barcelone B) entre 1976 et 1978. 
Après deux dernières piges peu réussies sur les bancs du Celta de Vigo, en 1978-1979, et du Racing de Santander en 1979, il retourne à son travail de formateur au FC Barcelone dans les années 1980, puis au Racing de Santander.
Laureano Ruiz est considéré comme l'homme qui a posé les bases sur lesquelles Johan Cruyff instaurera ensuite ses conceptions novatrices qui aboutiront dans la Dream team barcelonaise des années 1990.